# Acalymma perijum
Acalymma perijum es un coleóptero de la familia Chrysomelidae.
Fue descrita científicamente por primera vez en 1968 por Bechyne & Bechyne.